# Micropsectra yunoprima
Micropsectra yunoprima är en tvåvingeart som beskrevs av Sasa 1984. Micropsectra yunoprima ingår i släktet Micropsectra och familjen fjädermyggor. Inga underarter finns listade i Catalogue of Life.